# Casole d'Elsa
Casole d'Elsa is een gemeente in de Italiaanse provincie Siena (regio Toscane) en telt 3080 inwoners (31-12-2004). De oppervlakte bedraagt 148,8 km², de bevolkingsdichtheid is 21 inwoners per km².

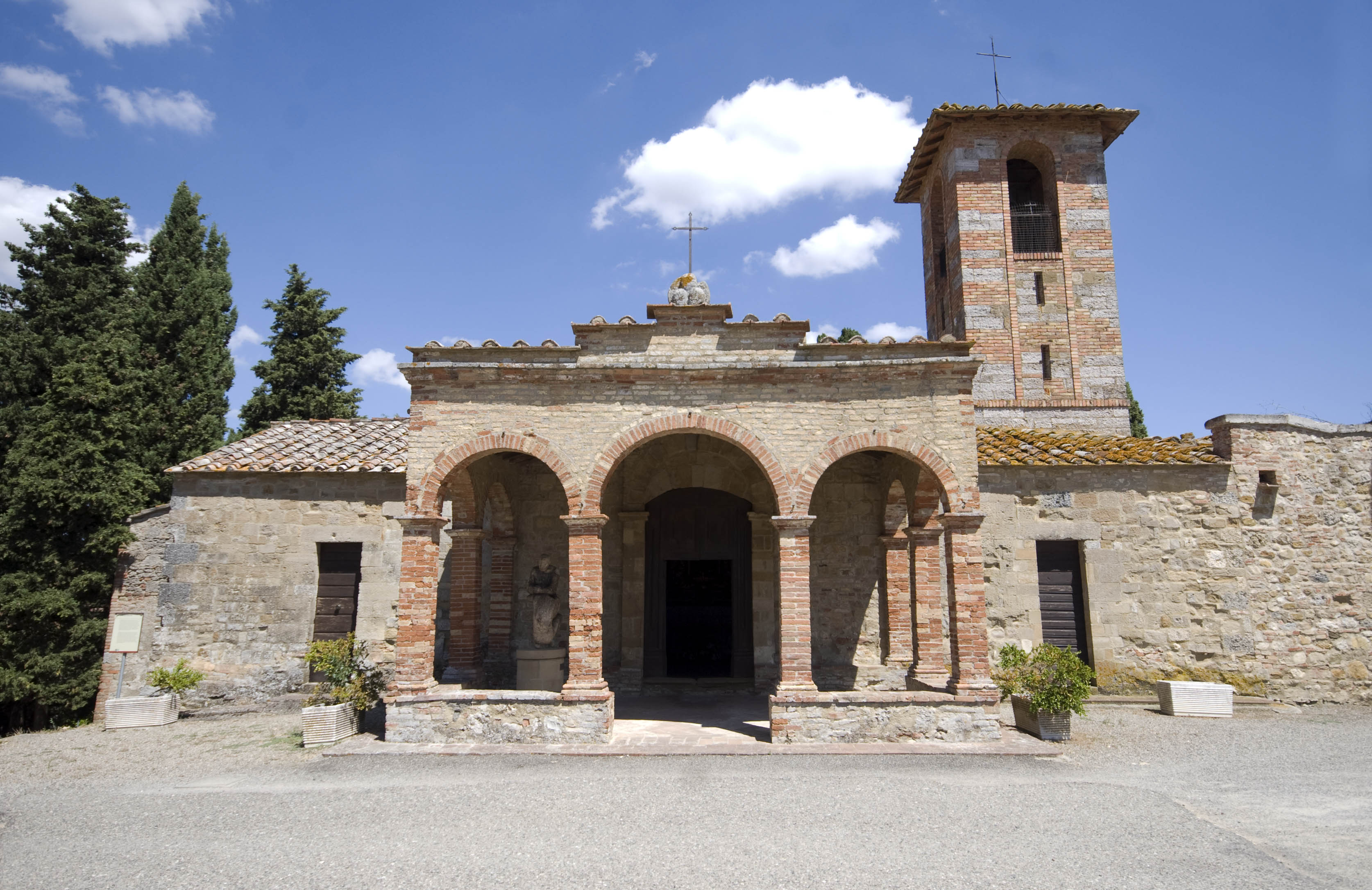
San Niccolò (Casole)
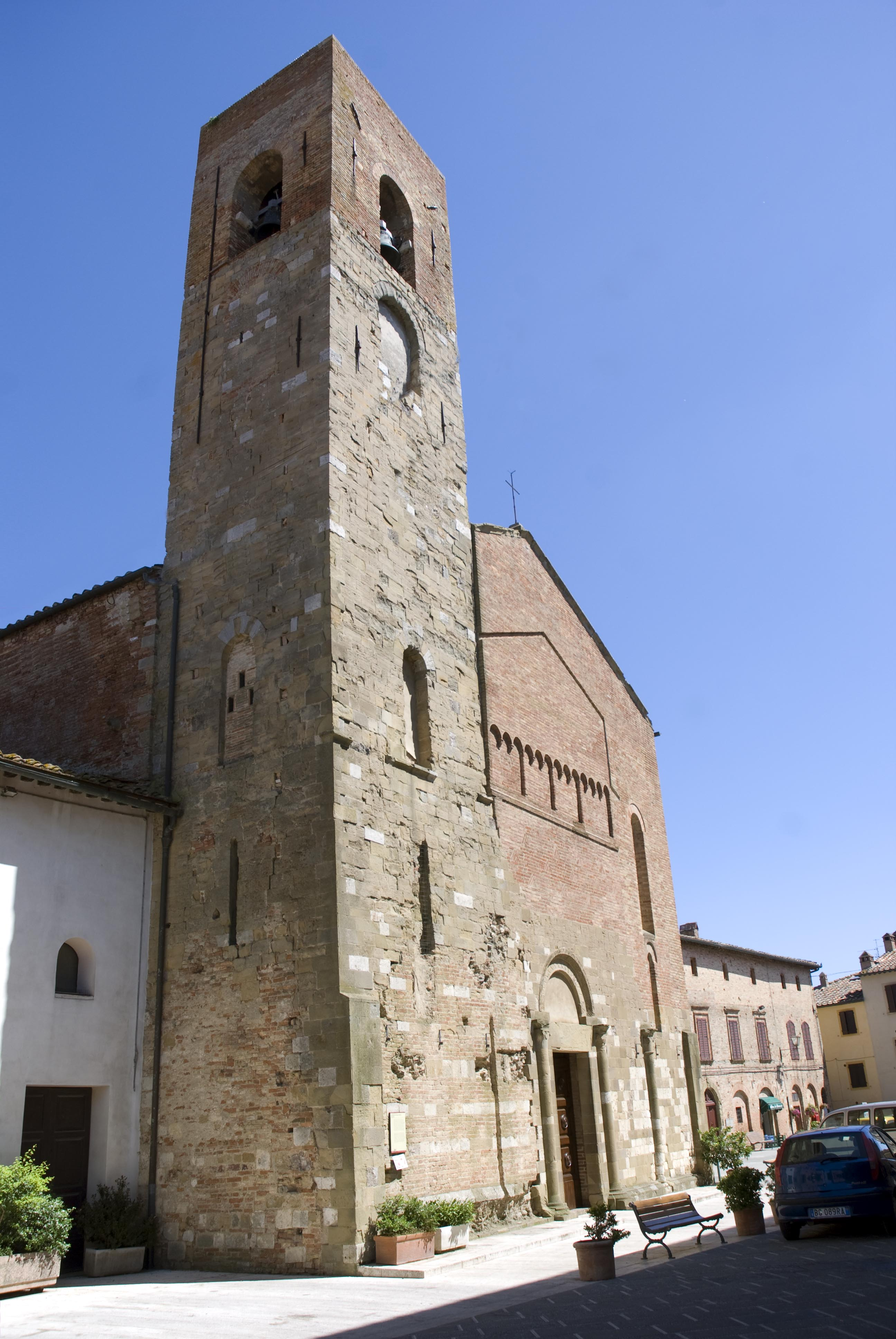
Kerk in Casole d'Elsa
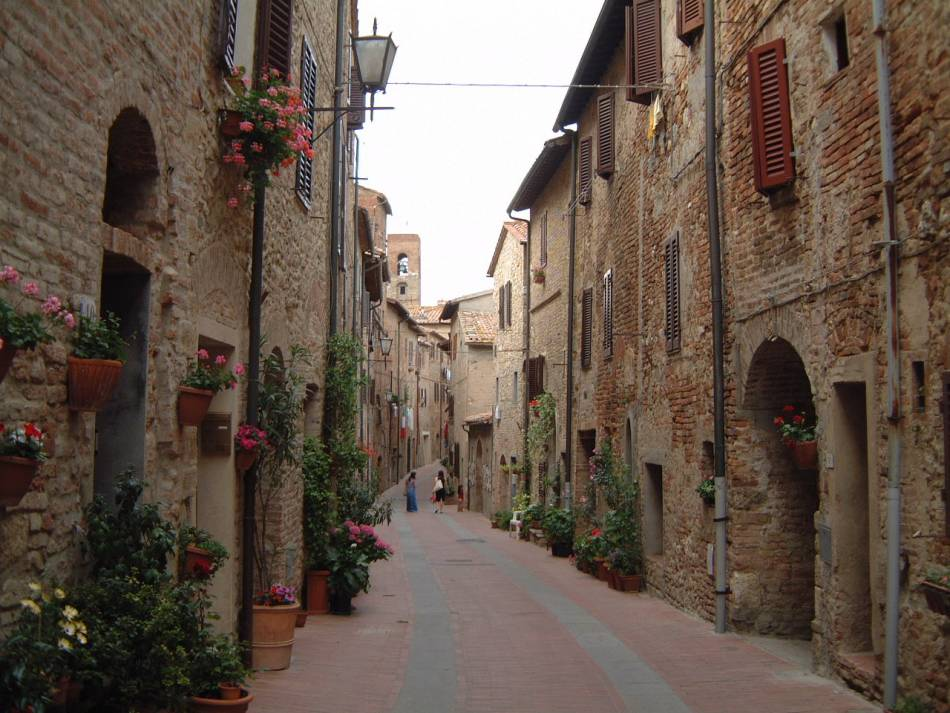
Straat in Casole d'Elsa
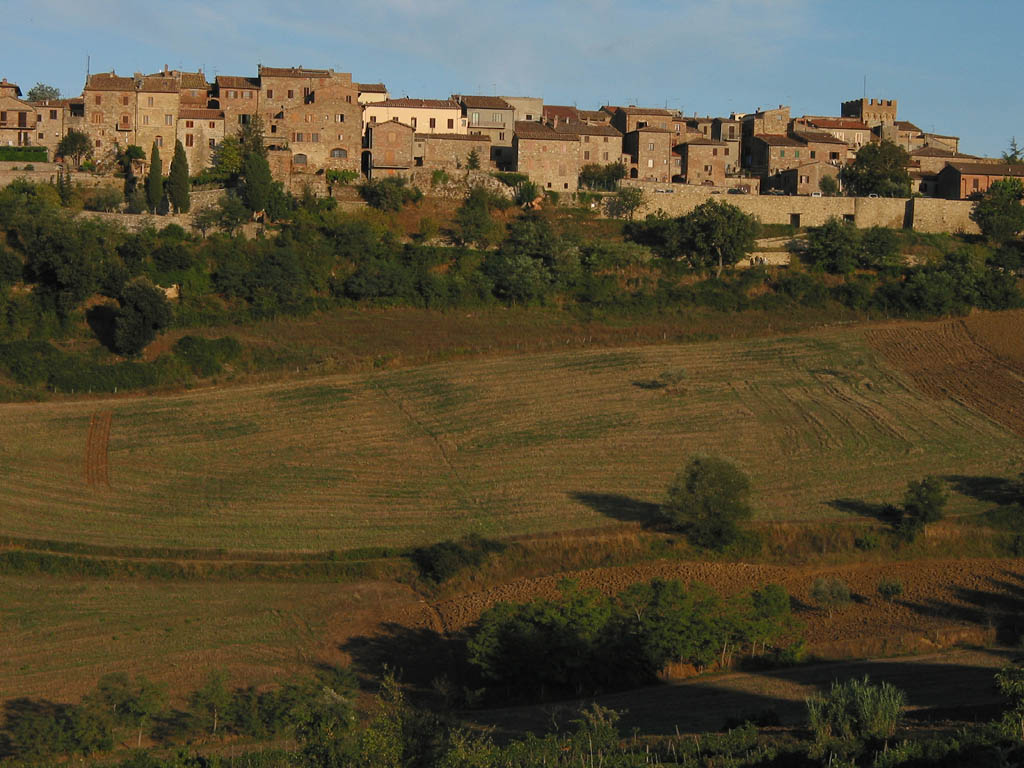
Casole d'Elsa

## Demografie
Casole d'Elsa telt ongeveer 1206 huishoudens. Het aantal inwoners steeg in de periode 1991-2001 met 14,1% volgens cijfers uit de tienjaarlijkse volkstellingen van ISTAT.
| Jaar | Inwoneraantal |
| ---- | ------------- |
| 1991 | 2568          |
| 2001 | 2931          |

## Geografie
De gemeente ligt op ongeveer 417 m boven zeeniveau.
Casole d'Elsa grenst aan de volgende gemeenten: Castelnuovo di Val di Cecina (PI), Chiusdino, Colle di Val d'Elsa, Monteriggioni, Pomarance (PI), Radicondoli, Sovicille, Volterra (PI).